# Gastrodes conicola
Gastrodes conicola är en insektsart som beskrevs av Robert L. Usinger 1933. Gastrodes conicola ingår i släktet Gastrodes och familjen Rhyparochromidae. Inga underarter finns listade i Catalogue of Life.